# Tiera Skovbye
Tiera Sophie Skovbye (engelskt uttal: "SKOH-bee"), född 6 maj 1995 i Vancouver i British Columbia, är en kanadensisk skådespelerska. Hon är bland annat känd för sina återkommande roller som Polly Cooper i The CW-serien Riverdale, och Robin i ABC-serien Once Upon a Time. Hon har också medverkat i en del andra film- och TV-produktioner, bland annat i mysterieskräckfilmen Summer of 84 från 2018. Hon spelar mot bland annat Graham Verchere, Judah Lewis och Rich Sommer i denna film.
Tiera Skovbye har en sju år yngre syster, Ali Skovbye, som även hon arbetar inom skådespelarbranschen. Systern har bland annat medverkat i Netflixserien Vad som än händer (engelska: Firefly Lane).

## Filmografi (i urval)

### Filmer
| År   | Titel                     | Roll                  | Noter                  |
| ---- | ------------------------- | --------------------- | ---------------------- |
| 2012 | Girl in Progress          | Jezabel               | som Tiere Skovbye      |
| 2012 | A Christmas Story 2       | Drucilla Gootrad      | Direkt till video-film |
| 2015 | Even Lambs Have Teeth     | Katie                 | [ 9 ]                  |
| 2018 | Summer of 84              | Nikki Kaszuba         | [ 10 ]                 |
| 2018 | Midnight Sun              | Zoe Carmichael        |                        |
| 2018 | The Miracle Season        | Brie                  |                        |
| 2020 | 2 Hearts                  | Samantha "Sam" Peters |                        |
| 2022 | Bring It On: Cheer or Die | McKayla Miller        | Direkt till video-film |

### TV-serier
| År         | Titel            | Roll                  | Noter                                                      |
| ---------- | ---------------- | --------------------- | ---------------------------------------------------------- |
| 2007       | Painkiller Jane  | Jane som tioåring     | 3 avsnitt                                                  |
| 2008, 2013 | Supernatural     | Bela (ung) / Honor    | Avsnitten "Time Is on My Side" och "Rock and a Hard Place" |
| 2010       | The Troop        | Darla Robinson        | Avsnittet "Double Felix"                                   |
| 2012       | Wingin' It       | Sarah                 | Avsnittet "Practical Romance"                              |
| 2015       | Skolans vampyr   | Caitlyn Crisp         | TV-film på Nickelodeon                                     |
| 2015       | Arrow            | Madison Danforth      | Avsnittet "The Candidate"                                  |
| 2015       | Minority Report  | Agatha (ung)          | Avsnittet "The American Dream"                             |
| 2016       | Dead of Summer   | Deb som tjugoåring    | Avsnittet "The Dharma Bums"                                |
| 2017–2023  | Riverdale        | Polly Cooper          | Återkommande roll                                          |
| 2017–2018  | Once Upon a Time | Margot / Robin        | Återkommande roll (säsong 7)                               |
| 2020       | Dirty John       | Betty Broderick (ung) | 3 avsnitt (säsong 2)                                       |